# Я той, хто є...
«Я той, хто є…» — радянський художній фільм 1990 року, знятий режисером Ольгою Володіною на студії «Дебют».

## Сюжет
За мотивами роману Миколи Хвильового «Я — Романтика». Герой дивної картини з дивним прізвищем Главковерх одержимий романтичною ідеєю свободи, заради якої не зупиняється навіть перед стратою власної матері.

## У ролях
- Віктор Кошель — Главковерх
- Любов Кубюк — роль другого плану
- Гурам Пірцхалава — роль другого плану
- Остап Ступка — роль другого плану
- Володимир Васьковцев — роль другого плану
- Ребека Франклін — роль другого плану
- Микола Задніпровський — роль другого плану
- Олег Примогенов — роль другого плану
- Артур Лі — роль другого плану
- Тамара Плашенко — роль другого плану
- Сергій Озіряний — роль другого плану
- Оксана Свистунова — роль другого плану
- Марічка Шенгера — роль другого плану
- Костя Гулько — роль другого плану
- Михайло Бєлощук — роль другого плану

## Знімальна група
- Режисер — Ольга Володіна
- Сценаристи — Ольга Володіна, Олесь Ільченко
- Оператор — В'ячеслав Онищенко
- Композитор — Ігор Стецюк
- Художник — Олександр Шеремет